# Uta Frith
Uta Frith, (Rockenhausen, 25 mei 1941) is een ontwikkelingspsycholoog en autoriteit op gebied van autisme. Ze werd opgenomen als lid van de Britse Royal Society en ontving vele onderscheidingen, onder meer eredoctoraten aan de Universiteiten van Nottingham, York, St Andrews en Göteborg.

## Achtergrond
Frith werd geboren als Uta Aurnhammer en groeide op in Kaiserslautern. In 1966 huwde ze met de Britse psycholoog Chris Frith. Ze hebben twee kinderen.

## Carrière
Frith studeerde van 1961 tot 1964 functieleer aan de universiteit van Saarland in Saarbrücken. In 1964 verhuisde ze naar Londen. Ze studeerde klinische psychologie aan de Universiteit van Londen en liep stage in het Maudsley ziekenhuis waar op dat moment meerdere autisme-experts werkzaam waren. Een van hen was Lorna Wing.
Frith heeft een belangrijke bijdrage geleverd aan twee theorieën omtrent autisme. De eerste kwam tot stand begin de jaren 80. Samen met haar collega Alan Leslie en promovendus Simon Baron-Cohen ontwikkelde ze de theorie van de gedachteblindheid (mindblindness), het onvermogen om zich (in meer of mindere mate) bewust te zijn van de emoties en bedoelingen van anderen. Deze theorie heeft geleid tot neurologisch onderzoek naar de mentale beeldvorming van mensen en autisten in het bijzonder. Haar echtgenoot Chris Frith heeft een groot aandeel gehad in dat onderzoek.
Een andere theorie die ze mee vormgegeven heeft betreft de zwakke centrale coherentie. Deze theorie gaat over het onvermogen om een volledig beeld te zien, maar alleen oog te hebben voor details, wat een voordeel kan zijn bij het uitoefenen van een beroep waarbij details van belangrijk zijn, maar erg nadelig is bij sociale situaties en het begrijpen van de juiste context in taal.
Frith deed ook onderzoek naar dyslexie, onder meer naar de fonologische processen die verstoord verlopen bij mensen met dyslexie. Met andere wetenschappers ontwikkelde ze een nu veelgebruikte fonologische test die dyslexie kan opsporen.
Frith publiceerde tal van artikelen en boeken. In haar boeken Autisme: Sleutel tot het Raadsel (1996) en Autisme: Verklaringen van het raadsel (2003) gaat ze verder in op haar theorieën. Haar meest recente boek, Autism: A Very Short Introduction to Autism (2008), gaat onder meer over de uitbreiding van de diagnoses van uitsluitend het klassiek autisme in de jaren 60 tot een groter autismespectrum nu.
Momenteel verdeelt ze haar tijd tussen de Universiteit van Londen en de Universiteit van Aarhus in Denemarken.

## Boekenlijst
- (en)  Autism and Asperger syndrome (1991)
- Autisme: Sleutel tot het Raadsel (1996)
- (en)  Autism in history: the case of Hugh Blair of Borgue (2000)
- Autisme: Verklaringen van het raadsel (2003)
- (en)  Autism: Mind and Brain (2004)
- (en)  The learning brain: lessons for education (2005)
- (en)  Autism: A Very Short Introduction (2008)
- Autisme, een korte inleiding (2009)